# Carl Sweetchuck
Carl Sweetchuck è un personaggio immaginario della serie cinematografica di Scuola di polizia e dell'omonima serie animata, interpretato da Tim Kazurinsky, e doppiato da Oreste Lionello e Sergio Di Giulio nei film e da Antonello Governale nella serie animata.

## Caratteristiche
È uno dei cadetti della scuola, nonché il più fifone, impacciato e debole del gruppo. È molto basso di statura e porta un paio di occhiali dalle lenti tonde e spesse.

Sweetchuck è apparso per la prima volta nel secondo film, nelle vesti di un povero negoziante spesso vessato dalla banda di Zed e, soprattutto, da Zed stesso. Eppure, a partire dal terzo film diventa un poliziotto e stringe amicizia proprio con Zed, il suo vecchio persecutore; i due diventano colleghi molto affiatati. Sweetchuck però è vittima delle follie di Zed, e finisce regolarmente nei pasticci, soprattutto nella serie animata.

Ha un fratello di nome Doug, apparso solo nella serie animata.